# Destiny (film fra 1919)
Destiny er en amerikansk stumfilm fra 1919 af Rollin S. Sturgeon.

## Medvirkende
- Dorothy Phillips som Mary Burton
- Walt Whitman som Thomas Burton
- Nanine Wright som Mrs. Burton
- Harry Hilliard som Jefferson Edwards
- Allan Sears som Lenn Haswell